# Eressa dohertyi
Eressa dohertyi är en fjärilsart som beskrevs av Rothschild. Eressa dohertyi ingår i släktet Eressa och familjen björnspinnare. Inga underarter finns listade i Catalogue of Life.